# Weissella soli
Weissella soli (abreujat W. soli) és un bacil grampositiu no mòbil. Pot créixer a temperatures d'entre 4 i 40 °C però no a 42 °C. Produeix àcid a partir de glucosa, mannosa i ribosa, entre d'altres. El seu contingut en G+C és del 43%.
Va ser aïllat de mostres de sòl a Suècia. A diferència d'altres espècies del gènere Weissella, aquesta habita principalment al sòl, tot i que també s'ha trobat en algun aliment fermentat com el tofu.